# 원시 인도유럽 사회
원시 인도유럽 사회는 현대 인도유럽어족의 조상인 인도유럽조어의 고대 사용자들인 원시 인도유럽인들의 재건된 문화이다. 역사언어학은 고고학 및 유전적 증거와 결합하여 문화와 그 사람들을 이해하기 위한 현재의 기반을 제공했다. 가장 널리 받아들여지는 이론은 기원전 5000년 이후 폰토스-카스피 스텝에서 문화가 출현했으며, 이 시기는 제련된 구리와 석기가 동시에 사용되던 동기 시대로 알려져 있다. 원시 인도유럽어 사용자는 반유목민이었던 것으로 여겨지지만, 처음에는 의례적인 희생을 위해, 나중에는 소비, 유제품 생산 및 곡물 재배를 위해 소를 사육하는 등 유목 및 수렵 채집 문화에서 농경 문화로 전환되었다. 사회 계층은 사제, 전사 및 부족장의 상류 계급, 평민의 하류 계급, 그리고 노예로 구성되었다. 부계제 및 가부장제의 특성은 잘 확립되어 있다. 바퀴 달린 마차의 접근으로 활성화된 무역은 원시 인도유럽 문화를 다른 문화와 연결시켰으며, 고고학적 및 언어학적 증거는 원시 우랄어 민족, 우루크, 고유럽 문화와의 관계를 뒷받침한다.

## 과학적 접근
이 분야의 현대 사상 중 다수는 언어 자체의 정확한 기원에 대한 미해결된 인도유럽 고향 논쟁과 관련이 있다. 연구자들이 이 문화를 연구하기 위해 사용한 네 가지 주요 접근 방식이 있다.
- 역사언어학 (특히 비교 언어학): 원시 인도유럽어의 어휘를 구성했던 단어와 공식(이 페이지에서 선행 별표와 함께 *이렇게 인용된 것들)의 재구성 및 식별을 기반으로 한 해석. 이들은 음운 변화와 공유된 문법 구조를 기반으로 재구성된다. 아래에 주어진 어근의 정의는 "함의"(자손 언어에서 계승된 단어와 관련된 개념)로 읽어야 하며, 원시 인도유럽어 시대의 원래 "외연"(정확한 의미)에 가깝다.
- 비교신화학: 인도유럽 신념을 비교하여 공유된 주제와 특성을 식별하는 것을 기반으로 한 해석. 외래 영향과 신념의 상당한 진화로 인해 신성한 이름을 확실하게 재구성할 수 있는 경우는 거의 없지만, 학자들은 원시 인도유럽 신화의 일부를 복구할 수 있었다.[2] 민속학은 인도유럽어족 연구에서 민속 이야기의 기원을 연대 측정하기 어렵기 때문에 종종 간과된다.
- 고고학: 물질 문화의 고고학적 증거를 기반으로 한 해석. 고고학자 마리야 김부타스(1956)와 데이비드 W. 앤서니(2007)가 제안한 쿠르간 가설은 인도유럽 고향에 대한 가장 널리 받아들여지는 이론이며, 동기 시대 동안 폰토스-카스피 스텝에서 기원했다고 가정한다.[note 1] 다음은 이 가설에 기반한 해석이다.
- 고고유전학: 고대 인구이동 및 "짝짓기 네트워크"의 본질을 이해하기 위한 고대 DNA 연구를 기반으로 한 해석.[3] 쿠르간 가설을 지지하는 얌나야 이주는 최근 몇 년 동안 발표된 여러 유전 연구에서 인도유럽어 확산과 연관되어 있다.[4][5][6] 아나톨리아 가설을 지지하는 "인도유럽어족의 기원과 확장 지도화"라는 연구는 2012년에 언론의 광범위한 주목을 받았지만,[7][8] 역사언어학자들로부터 비교 방법을 포기하고 언어와 유전자를 혼동했다는 비판을 받았다.[9] 그럼에도 불구하고 "기원 지도화"는 출판 이후 많은 학자들에 의해 인용되었으며, 언어학과 유전학 사이의 학제간 격차를 강조한다.[9]

## 연대기
고고학자 데이비드 W. 앤서니와 언어학자 도널드 린지는 인도유럽조어의 진화에서 세 가지 다른 문화 단계를 구분한다.
- 초기 (4500–4000), 모든 입증된 인도유럽어의 공통 조상, 아나톨리아어파 분리 이전 (체르나보다 문화; 기원전 4000년); 초기 흐발린스크 문화와 관련,
- 고전, 또는 "후아나톨리아어" (4000–3500), 토하라어를 포함한 비아나톨리아어의 마지막 공통 조상; 후기 흐발린스크 및 레핀 문화와 관련,
- 후기 (3500–2500), 얌나야 지평이 넓은 지역에 퍼지면서 방언 시기.

### 초기 흐발린스크 (4900–3900)
사육 소는 기원전 4700년경 다뉴브강 계곡에서 볼가강-우랄강 스텝으로 유입되었으며, 그곳에서 초기 흐발린스크 문화(4900–3900)가 출현했고, 앤서니는 이를 초기 인도유럽조어와 연관시켰다. 소와 양은 식단보다 의례적인 희생에서 더 중요했으며, 이는 새로운 신앙과 의례가 폰토스-카스피 스텝 전역으로 동쪽으로 퍼져 나갔음을 시사한다. 이 의례에서는 사육 동물이 원시 인도유럽 우주 개념의 뿌리가 되었다. 앤서니는 말을 길들이는 것부터 실제로 동물과 함께 일하는 것까지 점진적인 첫 번째 길들이기가 이 시기에 이루어졌다고 주장한다. 기원전 4500년에서 4200년 사이에 구리, 이국적인 장식용 조개껍데기, 광택이 나는 돌 곤봉이 동부 발칸 반도의 바르나에서 볼가강 근처의 흐발린스크까지 폰토스-카스피 스텝 전역에서 교환되었다. 기원전 4500년경, 풍부하게 장식된 소수의 단일 무덤이 스텝에서 나타나기 시작했는데, 이는 수입 구리 품목으로 부분적으로 풍요롭게 되어 있었고, 나머지 장비가 갖춰진 무덤들과 대조를 이룬다.
아나톨리아어의 독특한 하위 어족은 기원전 4200–4000년경 남동유럽으로의 첫 번째 인도유럽 이주 물결에서 출현했을 수 있으며, 이는 수보로보 문화–체르나보다 문화 I 이주와 일치한다. 이는 흐발린스크 문화가 서쪽으로 다뉴브강 지역으로 확장되는 맥락에서 발생했으며, 이로부터 노보다닐로프카 그룹(4400–3800)과 후기 스레드니 스토그(4000–3500) 문화도 출현했다.
최근 유전학 연구에 따르면 흐발린스크 문화의 남성들은 동부 수렵채집인(EHG)과 코카서스 수렵채집인(CHG) 조상의 혼합체인 서부 스텝 목축민(WSH) 집단에 속했다. 이 혼합은 기원전 5,000년경부터 동부 폰토스-카스피 스텝에서 발생한 것으로 보인다.

### 후기 흐발린스크/레핀 (3900–3300)

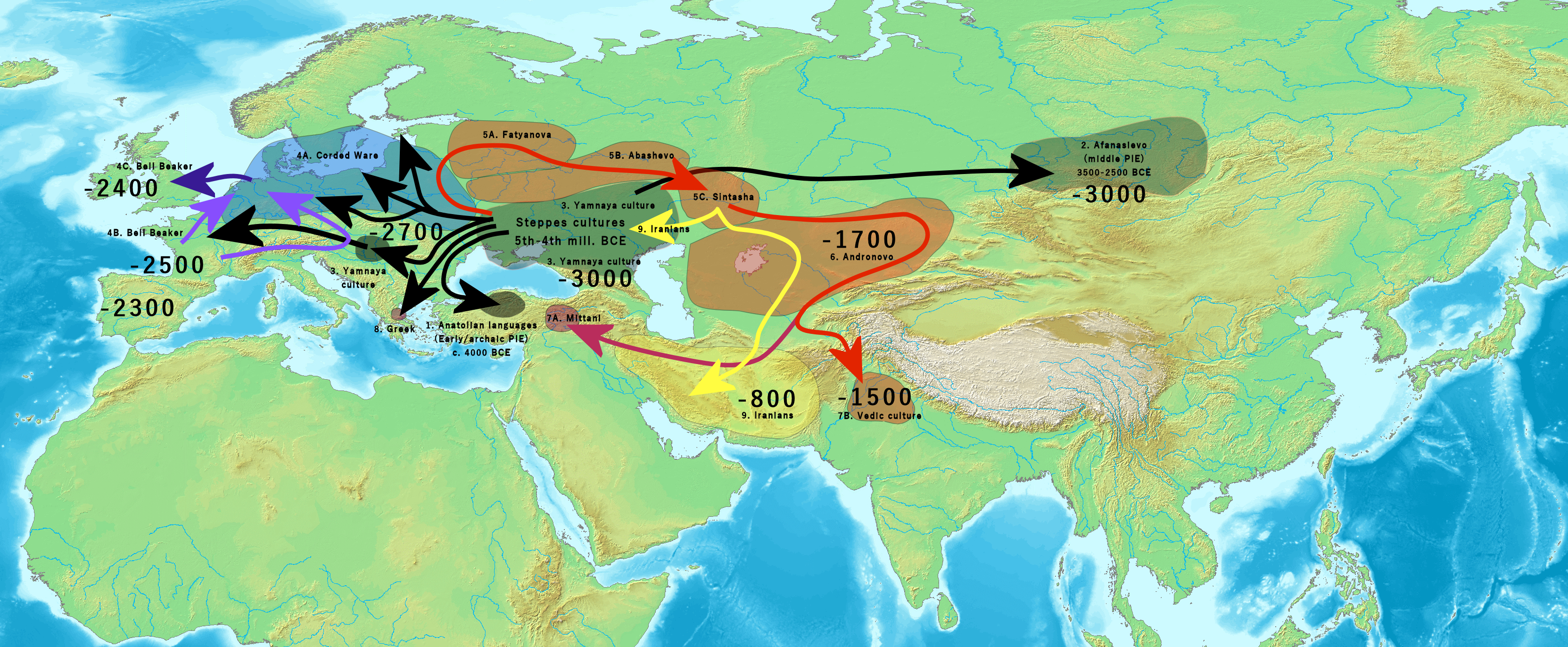
폰토스-카스피 스텝에서 초기 인도유럽 이주.

스텝 경제는 기원전 4200년에서 3300년 사이에 혁명적인 변화를 겪었다. 가축이 주로 공공 희생을 위한 의례적 통화로 사용되었던 부분적인 유목 의존에서, 나중에는 소와 양 또는 염소 고기 및 유제품에 대한 정기적인 식량 의존으로 전환되었다. 후기 흐발린스크 및 레핀 문화(3900–3300)는 고전적인(후기 아나톨리아어파) 인도유럽조어와 관련이 있으며, 기원전 4000년 이후 곡물 재배의 첫 흔적을 보여주는데, 이는 스텝 서부에서 동부로 농업이 느리고 부분적으로 확산되는 맥락에서 발생했다. 기원전 3700–3300년경, 토하라어 화자들의 남시베리아로의 두 번째 이주 물결은 아파나시에보 문화(3300–2500)의 출현으로 이어졌다.
바퀴 없는 마차는 기원전 3500년경 인접한 북캅카스의 마이코프 문화(3700–3000)에서 폰토스-카스피 스텝으로 도입되었으며, 원시 인도유럽인들은 마이코프 문화와 양털과 말을 교역했다. 메소포타미아 우루크 문화의 영향을 받은 계층적인 마이코프 문화와의 상호작용은 원시 인도유럽인의 생활 방식에 상당한 사회적 영향을 미쳤다. 한편, 첫 번째 이주 후 다뉴브-도네츠 지역에 출현했던 흐발린스크의 영향을 받은 문화는 서쪽에서 동쪽으로 각각 체르나보다 문화(4000–3200), 우사토보(3500–2500), 미하일로프카(3600–3000), 케미 오바(3700–2200) 문화로 이어졌다.

### 얌나야 시기 (3300–2600)

얌나야 지평.

얌나야 지평은 후기 인도유럽조어(아나톨리아어와 토하라어의 분리 이후)와 관련이 있으며, 돈강-볼가강 지역에서 기원전 3300년 이후 서쪽으로 퍼져나가 쿠르간 매장을 기반으로 하는 문화 지평을 형성하여 드니프로강과 볼가강 사이의 광대한 스텝 지역에 걸쳐 확장되었다. 이 문화는 초기에는 목축 기반 사회였으며, 스텝 동부에서는 제한적인 작물 재배가 이루어졌고, 드니프로강-도네츠 지역은 농경 트리필랴 문화의 영향을 더 많이 받았다. 고언어학 또한 원시 인도유럽어 화자들을 보조적인 농업을 하는 반유목적 목축민으로 가정한다.
청동은 이 시기에 폰토스-카스피 스텝에 도입되었다. 얌나야 확장에 이어, 금속 및 내륙 지역의 소금과 같은 기타 귀중품의 장거리 무역은 원시 인도유럽 사회에 명성과 권력을 가져다주었을 것이다. 그러나 토착 도기 제작 전통은 약하게 발달했다. 얌나야의 마차, 수레, 양, 소, 말의 장례 희생은 특정 의례와 기도를 필요로 하는 조상 숭배와 관련이 있었을 것이며, 이는 언어와 숭배 사이의 연결고리로 작용하여 후기 원시 인도유럽어를 새로운 화자들에게 소개했다. 얌나야 족장들은 명성과 권력에서 제도화된 차이를 가지고 있었고, 그들의 사회는 후원자-고객 호혜주의, 즉 후원자(신)와 인간 고객 사이의 선물과 호의의 상호 교환을 중심으로 조직되었다. 평균 수명은 상당히 높았으며, 많은 개인들이 50-60세까지 살았다. 언어 자체는 이 시기에 방언연속체로 나타났는데, 이는 인접한 방언들이 서로 약간만 달랐지만, 공간과 시간에 걸쳐 축적된 차이로 인해 먼 언어변종들은 아마도 더 이상 상호 이해 가능하지 않았음을 의미한다.
기원전 3500년에서 3000년 사이에 스텝이 더 건조하고 추워지면서, 가축들을 충분히 먹이기 위해 더 자주 이동해야 했다. 얌나야의 독특한 정체성은 두 가지 초기 혁신, 즉 바퀴 달린 마차의 도입과 말의 가축화로 가능해진 이동식 목축에 기반을 두었다. 얌나야 목축민들은 소를 돌보고 말에 올라 약탈했으며, 물이나 식량의 대량 운송을 위해 마차를 몰았다. 가벼운 틀의 주거지는 쉽게 조립하고 분해하여 짐승으로 운반할 수 있었다.

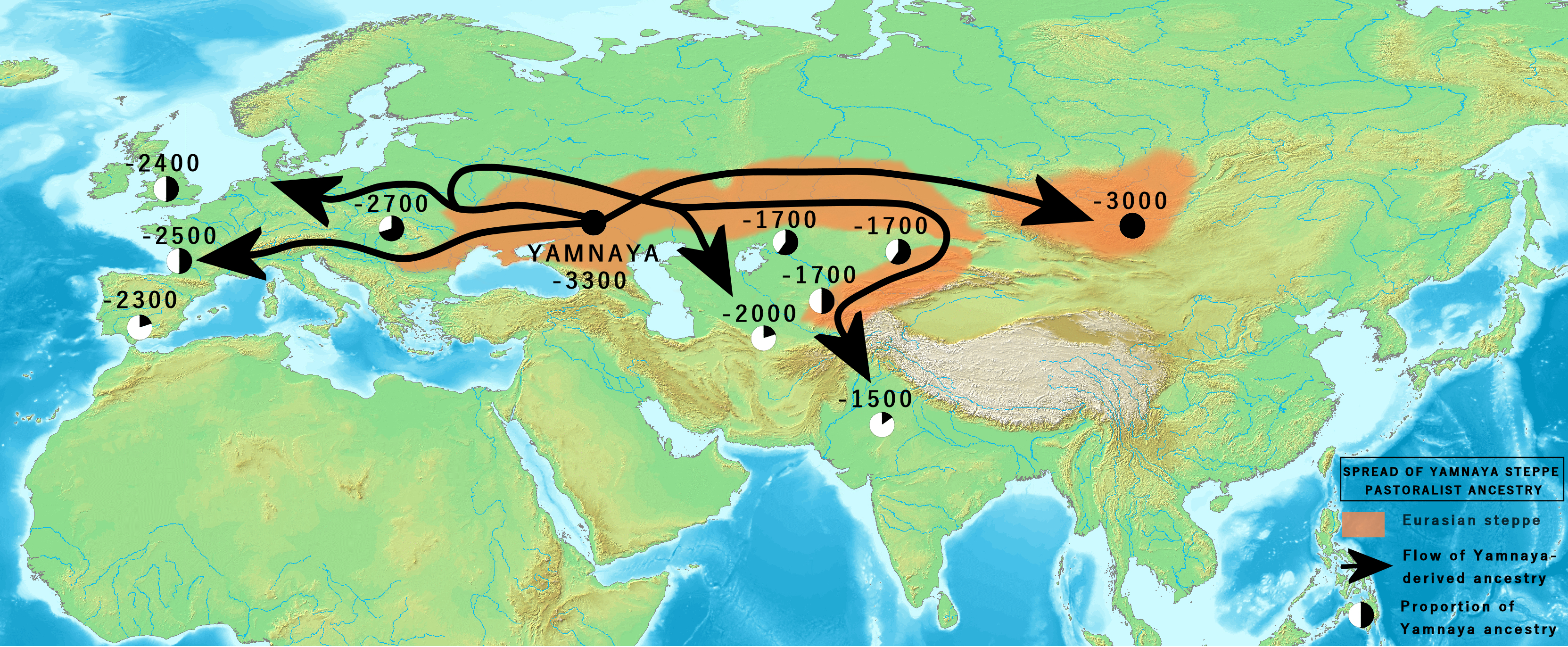
청동기 시대 얌나야 서부 스텝 목축민 조상의 확산.

기원전 3000년 이후 발생한 또 다른 기후 변화는 초원 생산성을 높이는 더욱 유리한 환경을 가져왔다. 얌나야의 새로운 목축 경제는 세 번째로 빠른 인구 확산 물결을 경험했으며, 이번에는 중앙 및 북유럽 방향이었다. 기원전 3300년경부터 고유럽 트리필랴 문화를 거쳐 남동 폴란드로 향한 우사토보 사람들의 이주와, 뒤이어 기원전 3100년에서 2800년 사이에 판노니아 평원으로 향한 얌나야 이주는 일부 학자들에 의해 원시 이탈리아어, 원시 켈트어, 원시 게르만어 화자들의 이동으로 해석된다.
원시 인도유럽어는 기원전 2500년 이후 더 이상 사용되지 않았을 것이다. 다양한 방언들이 이미 상호 이해 불가능한 언어로 진화하여 인도유럽 이주의 세 번째 물결(3300–1500) 동안 서부 유라시아 대부분 지역으로 퍼져나가기 시작했기 때문이다. 인도이란어파는 기원전 2000년 이후 중앙아시아, 오늘날의 이란, 그리고 남아시아로 도입되었다.

## 사회 구조

### 계층 구조
원시 인도유럽 사회가 사회적 지위의 다양한 정도를 가진 일종의 사회적 계층화와 함께 계층적이었다는 점은 일반적으로 동의된다. 그러나 그들이 역사적인 인도에서 발견되는 것과 같은 엄격하게 계층화된 구조나 카스트를 가졌을 가능성은 낮다. 자유민과 노예 사이에는 일반적인 구별이 있었다. 노예는 주로 전쟁 포로나 빚을 갚을 수 없는 채무자였다. 사회의 자유로운 부분은 사제, 왕, 전사의 엘리트 계층과 평민으로 구성되었으며, 각 부족은 잔치와 의례를 후원하고 칭송 시에서 불멸의 존재가 된 추장(*wiḱpots)을 따랐다.
옷, 몸 장식, 무기로 화려하게 장식된 쿠르간 무덤의 존재와 "부"(*h₂ép-), "궁핍하다"(*h₁eg-) 또는 "하인"(*h₂entbʰi-kʷolos, "양쪽으로 움직이는 자"; 그리고 *h₂upo-sth₂-i/o-, "아래에 서 있는 자")와 같은 개념에 대한 잘 입증된 어근은 부와 빈곤의 계층이 인식되었음을 나타낸다. 평균보다 크고 상당한 수의 사람들을 동원하여 건설해야 했던 일부 무덤은 일부 개인에게 더 높은 지위가 부여되었음을 시사한다. 이러한 명예로운 장례식은 반드시 가장 부유한 사람에게만 한정된 것은 아니었다. 특히 대장장이들은 호화로운 무덤을 받았는데, 이는 초기 청동기 시대에 대장장이와 마법의 연관성 때문일 수 있다. 일반적으로 이러한 무덤은 동부 돈-볼가 스텝에서는 주로 남성으로 채워졌지만, 서부 드니프로-도네츠 지역에서는 더 평등주의적이었다.

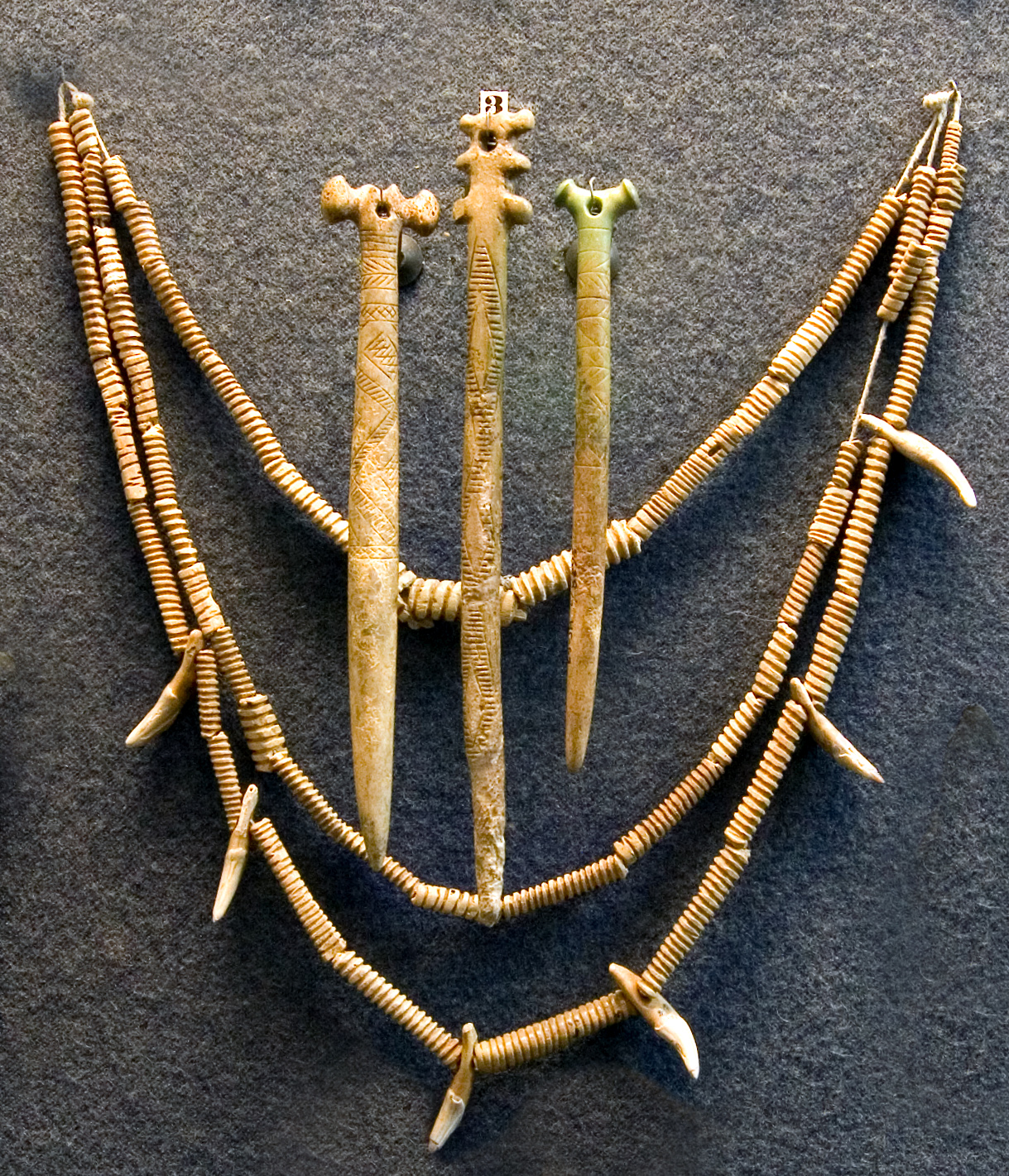
얌나야 뼈와 개 이빨 장식품.

### 친족
언어학은 친족 관계와 관련된 많은 단어들을 신뢰성 있게 재구성하는 것을 가능하게 했다. 이 모든 단어들은 가부장제, 부처 거주, 그리고 부계제 사회 구조를 보여준다. 부처 거주는 남성이 여성을 결혼하는 것을 나타내는 단어인 *h₂u̯edh-, '이끌다(데려가다)'를 포함한 어휘적 증거에 의해 확인된다. 권리, 소유물, 책임은 결과적으로 아버지에게 귀속되었고, 아내들은 신부값 지불 후 결혼 후 남편의 가족 근처에 거주해야 했다.
가정(*dṓm)은 일반적으로 가족의 연장자인 남자, 즉 *dems-potis('가정의 주인')가 다스렸으며, 그의 자녀, 손주, 그리고 아마도 혈연 관계가 없는 노예나 하인으로 구성될 수도 있었다. 그의 아내 역시 보완적인 역할을 했을 것이다. 일부 증거에 따르면 남편이 사망할 경우 그녀는 가정의 안주인(*pot-n-ih₂)으로서의 지위를 유지했을 것이며, 장남이 새로운 주인이 되었을 것이다. 원시 인도유럽인의 팽창주의적 친족 시스템은 혼인 족외혼(결혼을 통한 외국 여성의 편입)과 다른 가족 및 씨족과의 위탁 아동 교환을 통해 지탱되었을 가능성이 높으며, 이는 유전적 증거와 후기 인도유럽어 사용 집단의 기록에서 시사된다.
일단 설립된 가족은 창시자의 남성 혈통이 지속되는 한 지속되었고, 씨족이나 부족의 창시자는 종종 인도유럽 전통에서 전설적인 과거에서 유래한 신화적 존재로 묘사되었다. 이러한 형태의 친족 조직에서 개인의 사회적 지위는 씨족의 창시 조상으로부터의 유전적 거리로 결정되었다. 그러나 만약 그가 예외적인 능력이나 덕목을 가졌다면, 그 개인은 공동체 사이에서 사회적 명성을 얻고 결국 자신의 혈통 집단을 설립할 수 있었다.
개인과 씨족을 연결하는 재구성된 어휘에서, *h₂erós는 '자신의 집단의 구성원', '공동체에 속한 자'(외부인과 대조적으로)를 의미한다. 이는 인도이란어 árya(내래어)로, 그리고 아마도 켈트어 *aryos('고귀한, 자유로운 자'), 히타이트어 arā-('동료, 친구'), 그리고 게르만어 *arjaz('고귀한, 탁월한')로 이어졌다. 그러나 이 용어가 민족적 함의를 가졌을 가능성은 낮으며, 원시 인도유럽어 화자들이 자신들을 집단으로 지칭하는 용어를 가졌는지 여부는 알 수 없다. 또 다른 단어인 *h₁leudhos는 더 일반적인 방식으로 '사람들', '자유민'을 의미한다.

### 후원자-고객
원시 인도유럽어에는 '지도자'를 나타내는 여러 단어가 있었다. *tagós는 *tā̆g-('제자리에 놓다, 정리하다')에서 파생된 일반적인 용어였다. *h₃rḗǵs는 종교적 기능도 가진 통치자를 의미했으며, 로마의 rex Sacrorum('신성한 왕')은 왕의 사제적 기능의 유산이다.
이러한 후원자들이 후원하는 공공 잔치는 노동과 자원의 불균등한 동원을 기반으로 한 정치적 계층을 촉진하고 확보하는 방법이었다. 이는 공동체 구성원들에게 자신의 관대함을 보여줌으로써 이루어졌다. 경쟁자들은 잔치의 규모와 복잡성을 통해 공개적으로 경쟁했으며, 동맹은 그러한 공개 모임에서 이루어진 선물 증여와 약속을 통해 확인되었다. 잔치의 주인은 *ghosti-potis, 즉 '손님의 주인'이라고 불렸으며, 그는 음식, 음료, 시와 같은 선물로 불멸의 신들과 필멸의 손님들을 존경했다.

### 손님-주인
수직적 사회 불평등은 손님과 주인 사이의 수평적 상호 환대 의무에 의해 부분적으로 균형을 이루었다. 앤서니에 따르면, 기원전 4500년에서 3500년 사이에 폰토스-카스피 스텝에 말의 가축화와 마차의 도입은 얌나야 지평 전역에서의 이동성 증가로 이어졌고, 결국 손님-주인 정치 구조의 출현으로 이어졌다. 다양한 목축 씨족들이 특히 혹독한 계절에 스텝을 가로질러 이동하기 시작하면서, 아마도 그 당시까지는 친족이나 동거인(*h₂erós)에게 이러한 의무를 제한했을 부족들의 영토 내에서 지역 이주를 규제할 필요성이 생겼다. 원시 인도유럽어에서 *ghós-ti-라는 용어는 원래 "식탁 동반자"를 의미했을 것이다, 이는 주인 또는 손님을 의미할 수 있었다. 손님과 주인 사이의 의무적인 호혜 관계는 라틴어 hospēs("외국인, 손님; 주인"), 고대 영어 ġiest("낯선 사람, 손님"), 또는 고대 교회 슬라브어 gostĭ("손님") 및 gospodĭ("주인")와 같은 후손 동계어에 지속되었다.
손님과 주인은 맹세와 희생으로 맺어진 상호 호혜 관계에 있었다. 호의를 주고받는 것은 미래 어느 시점에서든 주최자에게 환대를 베풀 의무를 지게 하는 일련의 의례적 행위를 동반했다. 이 의무는 상속될 수도 있었다. 호메로스의 전사들인 글라우코스와 디오메데스는 그들의 할아버지들이 손님-주인 관계를 공유했다는 것을 알게 되었을 때 싸움을 멈추고 서로 선물을 주었다. 손님-주인 의무 위반은 비도덕적이고 불법적이며 불경스러운 것으로 간주되었다. 초기 아일랜드 법에서는 환대 거부를 살인만큼 심각한 범죄로 여겼다. 손님 살해도 특이한 혐오감을 불러일으켰으며, 환대 남용도 마찬가지였다.

### 법률 제도
전통적인 법률 용어의 고대성(고어 형식과 의미를 보존함)과 법률 문장이 구속력을 유지하기 위해 매번 정확히 같은 방식으로 발언되어야 한다는 필요성 때문에, 원시 인도유럽 법률 시스템의 일부 요소를 확실하게 재구성할 수 있다. 예를 들어, *serk- ('원을 만들다, 완성하다')라는 단어는 아버지(또는 주인)가 아들(또는 노예)이 일으킨 손해에 대해 배상하거나, 가해자를 피해자에게 넘겨주어야 하는 일종의 보상을 의미했다. 이는 로마법과 히타이트 법 모두에서 공통된 법률적, 언어적 기원을 통해 입증된다. 보상을 의미하는 또 다른 어근인 *kwey-'는 딸 언어에서 '피값', '복수', '죄'의 의미를 가졌으며, 이는 절도나 폭력에 대한 배상에 특히 적용되었음을 시사한다.
법은 분명히 우주의 '질서'(*h₂értus)를 보존하기 위해 고안되었으며, 물리적 우주든 사회 세계든 우주적 조화가 유지되어야 한다는 근본적인 사상을 담고 있었다. 그러나 오늘날 우리가 아는 것과 같은 공적인 사법 집행이나 정식 재판소는 아마 없었을 것이다. 계약상의 의무는 사적 개인이 보증인 역할을 하여 보호되었다. 이들은 다른 사람이 채무 불이행 시 그 채무 상환에 대한 책임을 지겠다고 서약했다. 소송의 경우, 예를 들어 누군가의 재산 접근을 막아 지불을 강제하거나, 증인이 포함된 재판관(아마도 왕) 앞에 사건을 가져갈 수 있었다. '맹세'를 뜻하는 단어인 *h₁óitos는 맹세의 일환으로 도살된 동물들 사이를 걷는 관행에서 유래하여 동사 *h₁ei-('가다')에서 파생되었다.
어근 *h₂értus (*h₂er-, '맞추다'에서 유래)는 '적합하고, 옳고, 정돈된' 우주적 질서의 개념과 관련이 있다. 이는 가장 확실하게 재구성된 원시 인도유럽어 단어 중 하나이며, 대부분의 하위 어족에서 동계어가 입증된다: 라틴어 artus('관절'); 중세 고지 독일어 art('타고난 특성, 본성, 방식'); 그리스어 artús(ἀρτύς, '배열'), 가능성 있는 arete(ἀρετή, '탁월함'); 아르메니아어 ard(արդ, '장식, 형태'); 아베스타어 arəta-('질서') 및 ṛtá('진실'); 산스크리트어 ṛtú-(ऋतु, '적절한 시간, 질서, 규칙'); 히타이트어 āra(𒀀𒀀𒊏, '옳은, 적절한'); 토하라어 A ārt-('칭찬하다, 기뻐하다').

### 삼기능 가설
조르주 뒤메질이 제안한 삼기능 가설은 많은 역사적으로 알려진 인도유럽어 사용 집단이 그러한 구분을 보여준다는 점에 기초하여, 성직자 계급(사제와 통치자의 종교적 및 사회적 기능을 모두 포함), 전사 계급(용기와 전투 개념과 연결됨), 그리고 농부 또는 농업인의 계급(다산과 장인정신과 관련됨) 사이의 세 가지 구분으로 반영되는 삼분적 이데올로기를 가정한다. 뒤메질은 처음에는 그것이 인도유럽 사회의 실제 구분에서 파생되었다고 주장했지만, 나중에는 시스템을 기능(fonctions) 또는 일반적인 조직 원리로 나타냄으로써 자신의 접근 방식을 완화했다. 뒤메질의 이론은 영향력이 있었고 일부 학자들은 계속해서 그 틀 안에서 작업하지만, 선험적이고 너무 포괄적이어서 증명하거나 반증할 수 없다는 비판도 받았다.

## 문화

### 신념
재건된 원시 인도유럽인의 우주론은 소, 특히 암소의 의례적인 희생이 그들의 신념의 근간이었으며, 이는 세계 질서의 원초적인 조건으로 여겨졌음을 보여준다. 첫 전사인 *트리토 신화는 세 머리 뱀 *응그휘가 훔쳐간 소를 해방시키는 이야기를 포함한다. 백성의 재산을 되찾은 트리토는 결국 소를 사제에게 바쳐 신들과 인간 사이의 베풂의 순환을 계속해서 이어지게 했다. 창조 신화는 약탈을 신들이 올바르게 희생한 사람들을 위해 의도했던 소를 되찾는 것으로 합리화했을 수 있다. 많은 인도유럽 문화는 소 약탈 전통을 보존했으며, 종종 이를 서사 신화와 연관시켰다. 조르주 뒤메질은 종교적 기능이 이중성으로 표현되었다고 제안했다. 하나는 마법-종교적 사제직의 본질을 반영하고, 다른 하나는 인간 사회(특히 계약)에 대한 종교적 제재와 관련되어 있으며, 이는 이란, 로마, 스칸디나비아 및 켈트 전통의 공통된 특징에 의해 뒷받침된다. 천문학 연구는 원시 인도유럽인들 사이에서 많이 발전되지 않았으며, 그들은 아마도 몇몇 개별 별들과 별자리(예: 시리우스, 큰곰자리)에 대해서만 이름을 붙였을 것이다.
인도유럽조어에서 "신"을 나타내는 기본 단어는 *deiwós("천상의")이며, 이는 *dei-("빛나다, 밝다")에서 파생되었다. 반면 "땅"을 나타내는 단어(*dʰéǵʰōm)는 "세상"과 "인간"의 근간이 되는데, 특히 라틴어 동계어인 humus와 homo에서 입증된다. 이는 인간의 지위에 대한 신들에 대한 계층적 개념을 시사하며, 인도유럽 전통에서 "필멸자"(*mr̩tós)를 "인간"의 동의어로 사용하는 것이 이를 뒷받침한다. 이는 영원히 죽지 않는 신들과 대조된다. 이 생각은 호메로스의 구절인 "불멸의 신들과 땅 위를 걷는 인간들"에서 표현된다.
원시 인도유럽 신념은 저항적인 애니미즘적 기층의 영향을 받았으며, 언어적 (동계어) 및 주제적 (반사) 증거 모두를 기반으로 재구성할 수 있는 몇몇 이름들은 우주적 및 원소적 신들이다. '낮의 하늘'(*Dyḗus), 그의 파트너 '지구'(*Dʰéǵʰōm), 그의 딸 '새벽'(*H₂éwsōs), 그리고 그의 쌍둥이 아들들인 '태양'(*Séh₂ul)과 태양 아가씨, 그리고 바람, 물, 불, 강과 샘의 신들. 원시 인도유럽 창조 신화는 최초의 인간 *마누("인간")가 그의 쌍둥이 형제 *예모("쌍둥이")에게 행한 원초적 희생으로부터 우주론적 요소들이 출현했다고 말한다. 날씨의 신 *Perkʷunos와 길과 가축의 수호자 *Péh₂usōn과 같은 다른 신들은 서양 (유럽) 및 그리스-아리아어 전통에 각각 제한된 수로 입증되므로 아마도 후기 혁신일 것이다.

### 의례
원시 인도유럽인들은 소와 말을 제물로 바치는 의례에 집중된 다신교를 숭배했으며, 이는 아마 사제나 샤먼 계급이 관리했을 것이다. 동물들은 도살되고(*gʷʰn̥tós) 신들(*déiwos)에게 바쳐졌으며, 이는 그들의 호의를 얻기 위함이었다. 대사제로서의 왕은 다른 세계와 좋은 관계를 맺는 데 중심적인 인물이었을 것이다. 초기 원시 인도유럽인과 관련된 흐발린스크 문화는 이미 길들여진 동물의 희생에 대한 고고학적 증거를 보여주었다. 원시 인도유럽인들은 또한 여왕이나 왕과 말의 의례적 교배를 포함하는 친족 관계의 갱신을 위한 신성한 마제 전통을 가지고 있었는데, 말은 그 후 희생되어 의례 참여자들에게 나누어졌다.
원시 인도유럽 사회에서 마법의 역할에 대해서는 거의 알려져 있지 않지만, 사회 현상으로 존재했음은 의심할 여지가 없다. 여러 분파에서 벌레를 퇴치하는 것과 같이 유사한 단어로 된 주문과 저주 사용이 입증되기 때문이다. 또한 주문과 마법은 수술 도구 및 약초 또는 약물 사용과 함께 세 가지 의학 범주 중 하나로 자주 간주되었다. 식물 연소에 대한 가장 오래된 증거가 기원전 3,500년경의 루마니아 쿠르간에서 발견되었으므로, 일부 학자들은 대마초가 원시 인도유럽인들에 의해 의례 행사에서 향정신성 약물로 처음 사용되었으며, 이 관습이 결국 그들의 인도유럽 이주 동안 서부 유라시아 전역으로 퍼졌다고 제안한다. 어근 *kanna-("대마초")의 후손 동계어로는 산스크리트어 śaná, 그리스어 kánnabis (κάνναβις), 게르만어 *hanipa (독일어 Hanf, 영어 대마), 러시아어 konopljá, 알바니아어 kanëp, 아르메니아어 kanap, 고대 프로이센어 knapios 등이 제안되었다. 다른 언어학자들은 공통된 언어적 유산이 인도유럽 시대까지 거슬러 올라가지 않으며, '대마초'라는 단어는 비인도유럽어에서 고대 그리스어와 산스크리트어로 궁극적으로 차용된 후 유라시아 전역으로 '방랑어'로 퍼졌을 가능성이 있다고 주장한다.

### 시가
시와 노래는 원시 인도유럽 사회의 중심이었다. 시인-가수는 사회에서 가장 높은 보수를 받는 전문가였으며, 특정 가문에서 세습되는 직업의 일원이었을 가능성이 있다. 시인은 예술의 모든 기술적 측면을 습득하고 방대한 전통적 주제를 숙달해야 했기 때문에 아버지가 아들에게 예술을 전수했다. 그는 말, 소, 마차, 여성 등의 후한 보상을 받고 연주했으며, 높은 존경을 받았다. 어떤 경우에는 시인-가수가 특정 귀족 왕자나 가문과 안정적인 관계를 맺기도 했다. 다른 경우에는 부양 가족과 함께 이곳저곳을 여행하며 여러 궁정에 몸을 의탁하기도 했다.
계승된 문화 지식의 전달자인 시인은 고대 영웅 시대를 회상하며 노래를 불렀고, 영웅, 왕, 신들을 찬양하는 임무를 맡았다. 신성한 찬송가를 작곡하는 것은 신들이 공동체에 유리한 운명을 부여하도록 보장했으며, 왕들에게는 그들의 기억이 여러 세대에 걸쳐 살아남도록 했다. 특별한 노래, 즉 *erkw("선물의 찬양")를 위한 어휘소가 초기 원시 인도유럽어에서 확인되었다. 이러한 찬양시는 신들(또는 후원자)의 관대함을 선포하고 그들의 선물을 열거하여 후원자의 명성을 확장시켰다. 이는 전쟁이나 경건한 행위를 통한 눈에 띄는 행동을 통해서만 필멸자에게 도달할 수 있는 불멸의 길이었다.
명성(*ḱléwos)의 개념은 원시 인도유럽 시와 문화의 중심이었다. 이 용어를 바탕으로 많은 시적 표현이 재구성될 수 있다. *ḱléwos wéru("넓은 명성"), *ḱléwos meǵh₂("위대한 명성"), *ḱléuesh₂ h₂nróm("사람들, 영웅들의 유명한 업적"), 또는 *dus-ḱlewes("평판이 나쁜") 등이 있다. 인도유럽 시 전통은 아마도 구술 공식적이었을 것이다. 불멸의 명성(*ḱléwos ń̥dʰgʷʰitom), 빠른 말(*h₁ōḱéwes h₁éḱwōs), 영원한 생명(*h₂iu-gʷih₃), 태양의 바퀴 비유(*sh₂uens kʷekʷlos), 또는 헥토르와 루드라 모두에게 붙는 '인간을 죽이는 자'(*hₐnr̥-gʷhen)와 같은 별칭과 같은 정형화된 공식들은 서사시 가사에서 전통적인 운문 행을 채우기 위해 시인-가수들 사이에서 전승되었다. 인도유럽 시인의 임무는 영웅들의 유명한 업적을 세대에 걸쳐 보존하는 것이었다. 그는 오래되고 때로는 불분명한 구성을 바탕으로 시를 작곡하고 재구성했으며, 자신의 기술과 즉흥 연주로 모티프를 다시 연결했다. 따라서 시는 단어를 엮는 행위(*wékʷos webh-)와 말을 만드는 행위(*wékʷos teḱs-)와 연관되었다.

### 전쟁
원시 인도유럽인들이 종종 호전적인 정복자로 묘사되었음에도 불구하고, 그들의 재건된 무기고는 특별히 광범위하지 않다. "창"(*gʷéru ; *ḱúh₁los), "뾰족한 막대기"(*h₂eiḱsmo) 또는 "던지는 창"(*ǵʰai-só-s)을 의미하는 여러 단어가 입증되었다. *wēben이라는 용어는 "절단 무기", 아마도 칼을 의미했으며, *h₂/₃n̩sis는 "큰 공격용 칼"을 의미했는데, 이는 기원전 3300–3000년경 유라시아 전역에서 발견되는 청동 단검과 유사했을 것이다. 원시 인도유럽인들은 확실히 도검을 알지 못했으며, 도검은 나중에 기원전 2000–1500년경에 나타났다. 도끼는 *h₄edʰés로 알려졌으며, *spelo/eh₂라는 단어는 나무 또는 가죽 방패를 지칭했다. *leh₂wós라는 용어는 "군사 단위" 또는 "군사 행동"을 의미했으며, *teutéh₂-는 전쟁 시 동원될 수 있는 "재산을 가진 성인 남성"을 지칭했을 수 있으며, 아마도 원래는 "무장한 사람들"을 의미하는 원시 인도유럽어 용어였을 것이다.
많은 학자들은 원시 인도유럽 의례에 미혼 남성이 *kóryos라고 불리는 전사 집단에 가입함으로써 성인식 단계를 거쳐야 하는 요건이 포함되었다고 제안한다. 이들은 연장자인 남성의 지휘를 받았고, 사냥을 하거나 외국 공동체를 습격하고 약탈하면서 나라를 벗어나 살았다. 코리오스 구성원들은 성인 남성으로서 더 존경받는 정체성을 취하기 위해 집으로 돌아가기 전에 수년간 그러한 형제회(Männerbünde)에서 봉사했다. 그들의 입회 기간 동안 젊은 남성들은 야생 동물, 특히 늑대(*wl̩kʷo)와 개(*ḱwōn)의 가죽을 입고 그들의 이름을 사용하여 그들의 본성을 취하고 그들의 주최 사회의 규칙과 금기를 벗어났다.
폰토스-카스피 스텝에서 발견된 대부분의 쿠르간 석상은 허리띠를 두르고 무기를 든 남자가 돌에 조각되어 있다. 후기 인도유럽 전통, 특히 게르만 및 켈트 예술의 (반)나체 전사상에서 *kóryos 침입자들은 지도자와 신들에게 자신을 묶는 허리띠를 착용했으며, 그 외에는 거의 아무것도 착용하지 않았다. 허리띠를 두른 전사를 특징으로 하는 쿠르간 석상 전통은 스키타이족 문화에서도 흔하다. 독일의 베르세르크, 이탈리아의 Ver Sacrum, 스파르타의 크립테이아와 같은 후기 인도유럽어 사용 문화에서 입증된 다양한 요소를 기반으로 "동물 형태의 침입 문화"의 연속성이 가정되기도 했다. 또한 신화적인 켈트족 피어너와 베다 마루트, 그리고 그리스, 게르만, 발트, 슬라브 전통에서 모두 발견되는 늑대인간("인간-늑대") 전설에서도 이 연속성이 발견된다.
주로 신부 경쟁에 기반한 가부장적 경제에서, 기후 변화 시기에 신부값의 상승은 미혼 남성에 의한 가축 약탈 증가로 이어졌을 수 있다. 학자들은 또한 후원자-고객 및 손님-주인 관계의 매력과 더불어, *kóryos가 유라시아 대부분 지역에 인도유럽어족을 확산시키는 데 핵심적인 역할을 했을 수 있다고 제안한다.

### 인명
이름에 주로 또는 항상 귀족적이거나 영웅적인 업적을 부여하는 두 단어 복합어의 사용은 인도유럽어에서 너무나 흔해서 확실히 유전된 특징이다. 이 이름들은 종종 초기 방언에서 산스크리트 전통에서 바후브리히라고 불리는 복합어 부류에 속했다. 베다 바후브리히(문자적으로 "많은 쌀", 즉 "쌀이 많은 자"를 의미)와 같이, 이러한 복합어는 소유를 나타내는 능동 구조로 형성되며 동사 어근을 필요로 하지 않는다. 원시 인도유럽 인명 *H₁wésu-ḱléwos (문자적으로 "좋은 명성", 즉 "좋은 명성을 가진 자"를 의미)에서 리부르니아어 베스클레베스, 그리스어 에우클레에스 (Εὐκλεής), 고대 페르시아어 후차바, 아베스타어 하오스라바-, 그리고 산스크리트어 수스라바가 파생되었다.
두 번째 유형의 합성어는 명사 뒤에 동사 어근 또는 어간이 오는 것으로, 행동을 수행하는 개인을 묘사한다. 종합어에 더 가까운 합성어는 베다 산스크리트어 트라사-다슈스("적을 떨게 하는 자"), 그리스어 아르켈라오스(Ἀρχέλαος, "사람들을 다스리는 자"), 고대 페르시아어 크샤야르샨("사람들을 다스리는 자")에서 발견된다.
많은 인도유럽 인명은 특히 말(*h₁éḱwos)과 관련되어 있으며, 이는 소유자의 부와 귀족성을 모두 표현한다. 아베스타어 흐와스파("좋은 말을 소유한"), 그리스어 히포니코스("말로 이기는"), 또는 갈리아어 에포메두오스("말의 주인") 등이 있다. 가축 역시 희생으로 사용되었기 때문에, 종종 복합 이름에서 외부지향적 구조로 사용되었다(소유자는 '말' 자체가 아니라 어떤 방식으로든 '말을 사용하는 자'). 이는 늑대와 같은 야생 동물과 연관된 내부지향적 인명과 대조된다. 예를 들어 독일어 루돌프("유명한 늑대")나 세르비아어 도브로부크("착한 늑대") 등이 있다.

## 경제
원시 인도유럽인들은 가축과 보조 농업에 기반을 둔 신석기 시대 혼합 경제를 가졌으며, 광대한 폰토스-카스피 스텝 전역에서 예상할 수 있는 다양한 경제 체제와 다양한 이동성을 가지고 있었다. 부족들은 일반적으로 서부 드니프로강-도네츠 지역에서 농업의 영향을 더 많이 받았으며, 그곳에서는 곡물 재배가 이루어졌다. 반면 동부 돈강-볼가강 스텝은 주로 목축에 의존하는 반유목 및 목축 인구가 거주했다.
원시 인도유럽어는 부동재산과 동산(*péḱu, "가축")을 구별했다. 나머지 사회와 마찬가지로 경제는 호혜성에 기반을 두었다. 선물은 항상 보답을 수반했으며, 각 당사자는 신뢰로 굳어진 상호 관계에서 서로에게 묶여 있었다.

### 무역

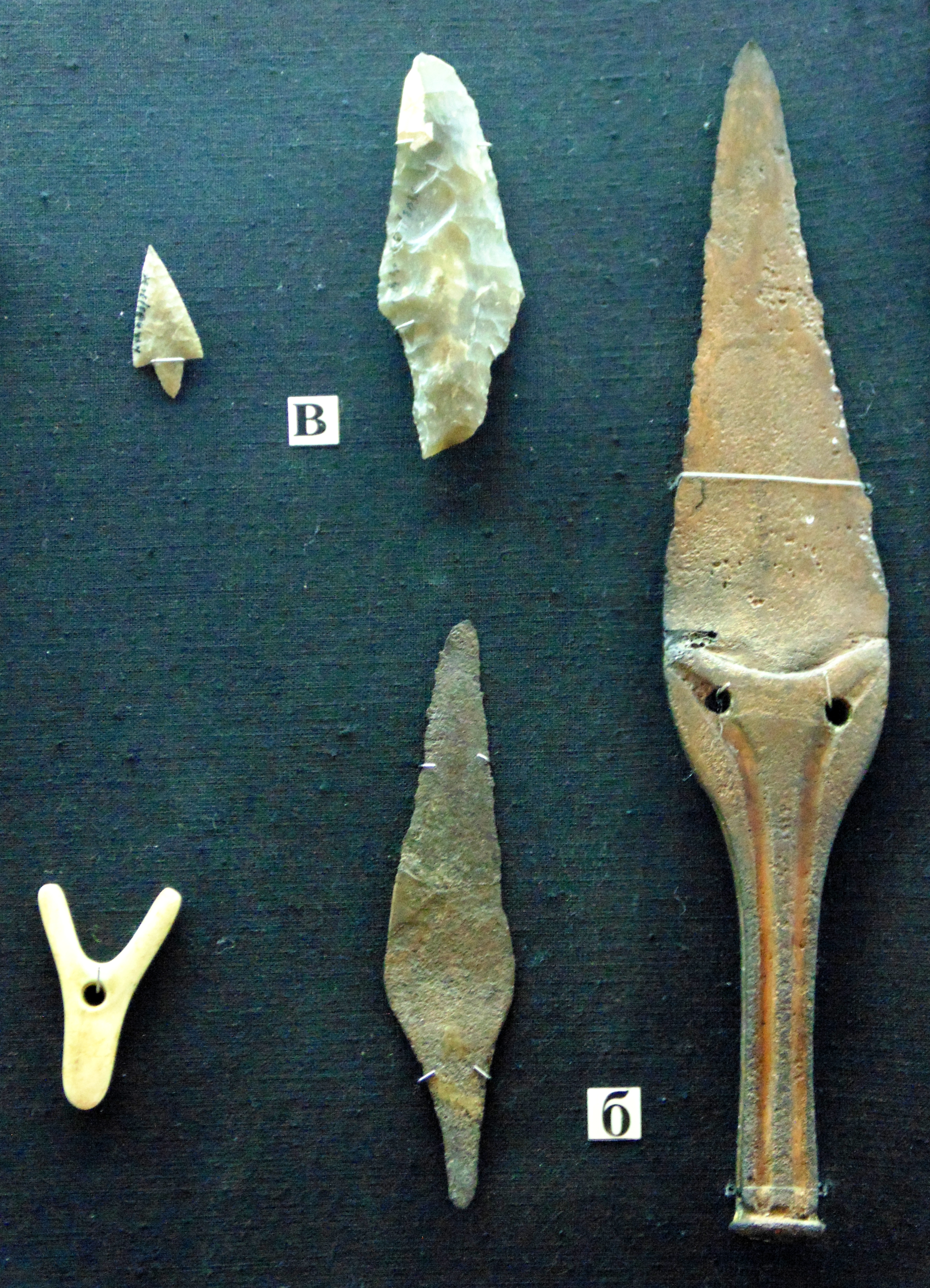
얌나야 뼈와 청동 화살촉.

초기 흐발린스크 문화는 볼가강-우랄강 스텝에 위치하며 초기 인도유럽조어와 관련이 있는데, 고유럽 문화와 무역 관계를 가졌다. 가축화된 소, 양, 염소뿐만 아니라 구리도 기원전 4700–4500년경 다뉴브 강 계곡에서 동쪽으로 도입되었다. 구리 유물은 고유럽의 예술적 영향을 보여주며, 희생된 동물의 출현은 서쪽에서 목축이 도입된 후 새로운 의례가 나타났음을 시사한다. 고유럽 트리필랴 문화는 드니프로강-도네츠 지역의 스텝 서부에 계속 영향을 미쳤으며, 그곳의 얌나야 문화는 더 농업적이었고 남성 중심적이지 않았다.
원시 인도유럽어 화자들은 기원전 3700–3500년경 북캅카스 마이코프 문화를 통해 우루크와 간접적인 접촉도 가졌는데, 이 무역로는 바퀴 달린 마차를 카스피-폰토스 스텝으로 도입했다. 메소포타미아에서 수입된 바퀴로 만든 도자기가 북캅카스에서 발견되었고, 마이코프 부족장은 메소포타미아 권력의 상징인 사자와 황소가 짝을 이룬 문양을 착용하고 매장되었다. 후기 흐발린스크 및 레핀 문화는 양털과 가축화된 말을 교역했을 가능성이 있는데, 이는 기원전 3300년 이후 트랜스코카서스 전역의 고고학 유적지에서 말이 널리 나타나는 것으로 시사된다. 북서캅카스어족과의 사회문화적 상호작용이 제안되었는데, 이는 인도유럽조어가 원시 북서캅카스어와 여러 어휘적 유사성을 보인다는 근거에 기반한다. 원시 인도유럽어는 또한 다른 코카서스어, 특히 원시 카르트벨어로부터 또는 그 언어로 어휘 차용을 보였다.
원시 인도유럽어는 또한 우랄산맥 주변의 원시 우랄어 화자들과도 교역 관계를 가졌을 것이다. "팔다"와 "씻다"라는 단어는 원시 우랄어로 차용되었고, "가격"과 "끌다, 이끌다"라는 단어는 원시 핀-우그리아어로 도입되었다. 제임스 P. 맬러리는 북부 삼림 지대 전역으로의 우랄어족 확장이 우랄어 수렵채집 사회 내의 조직적 변화에 의해 자극되었을 수 있으며, 이는 스텝/삼림-스텝 생태 경계에서 더 복잡하고 계층적인 원시 인도유럽 및 (나중에) 인도이란인 목축 사회와의 상호 작용에서 부분적으로 비롯되었다고 제안했다.

### 기술

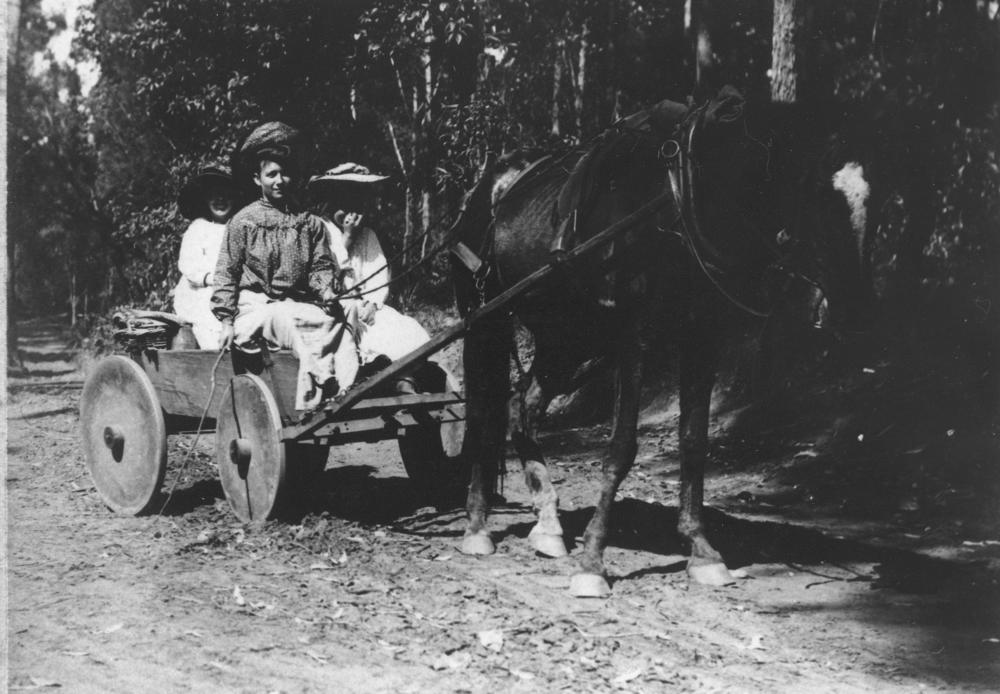
말이 끄는 바퀴 달린 나무 마차로, 기원전 3500–2500년경 폰토스-카스피 스텝에서 사용되던 것과 유사하다. 이곳은 1900년 퀸즐랜드주이다.

재구성 가능한 어휘에서, 원시 인도유럽인들은 바퀴 달린 탈것—확실히 말이 끄는 마차(*weǵʰnos)—에 익숙했다는 것이 분명하다. 그들은 바퀴(*kʷekʷlóm), 차축(*h₂eḱs-), 끌채(*h₂/₃éih₁os), 멍에(*yugóm)를 알고 있었기 때문이다. 바퀴는 원시 인도유럽인들이 발명한 것이 아닐 가능성이 높지만, *kʷekʷlóm이라는 단어는 어근 *kʷel-("돌다")에서 파생된 고유어이며, 외래어가 아니다. 이는 개념을 그들에게 소개한 사람들과의 짧은 접촉을 시사한다.
사용된 기술은 세 개의 판자를 외곽선에 맞춰 둥글게 다듬어 만든 단단한 바퀴였다. 바퀴살이 달린 빠른 전차는 수송 방식을 훨씬 더 빠르고 가볍게 만들었으며, 나중에 신타시타 문화(2100–1800) 내에서 나타났는데, 이는 인도이란인과 관련이 있다. "배"(*néh₂us)라는 단어가 여러 어족에서 널리 입증되므로, 운송 수단(아마도 쪽배)은 원시 인도유럽인들에게 확실히 알려져 있었다.
야금과 관련된 어휘는 매우 제한적이며, 기껏해야 구리/청동, 금, 은의 존재를 확인할 수 있다. "금속"을 나타내는 기본 단어(*h₂ey-es)는 일반적으로 "구리" 또는 구리-주석 합금인 "청동"을 의미한다고 추정된다. "금"은 *h₂eusom으로 확실하게 재구성되며, *h₂erǵ-n̩t-om은 "흰 금속" 또는 "은"을 의미했다. 원시 인도유럽인들은 또한 가죽을 가공하거나 나무를 뚫기 위한 낫(*sr̩po/eh₂), 송곳(*h₁óleh₂)에 익숙했으며, 굽은 가지로 만든 원시적인 쟁기(*h₂érh₃ye/o)를 사용했다.
"오븐" 또는 "조리 용기"(*h₂/₃ukʷ)라는 용어는 "굽다"(*bʰōg-)와 "끓이다"(*yes-)와 마찬가지로 네 개의 어족을 기반으로 재구성되었다. 그들은 확실히 맥주(*h₂elut)와 꿀술 (*médʰu)을 마셨으며, "와인"(*wóinom)이라는 단어도 제안되었지만, 이는 여전히 논쟁의 여지가 있는 문제이다. 원시 인도유럽인들은 직물을 생산했는데, 이는 모섬유(*wĺh₂neh₂), 아마(*linom), 바느질(*syuh₁-), 방적(* (s)pen-), 직조(*h₂/₃webʰ-) 및 엮음(*pleḱ-)에 대한 재구성된 어근뿐만 아니라 바늘(*skʷēis)과 실(*pe/oth₂mo)을 통해 입증된다. 그들은 또한 빗(*kes)과 연고(*h₃engʷ-)에 익숙했다.

## 동물
동물(특히 포유류)은 재구성된 어휘에서 상당히 풍부하다. 우리는 약 75개의 이름을 다양한 동물 종에 부여할 수 있지만, 이는 원시 언어에서 구별되었던 모든 동물을 거의 복원하지 못한다. *kʷetwor-pod가 네 발 달린 동물(네발동물)을 지칭하는 반면, *gʷyéh₃wyom은 "살다"를 의미하는 어근 *gʷyeh₃-에서 파생된 동물에 대한 일반적인 용어였던 것으로 보인다. 원시 인도유럽어 화자들은 또한 야생 동물(*ǵʰwḗr)과 가축(*péḱu)을 구별했다.

### 가축

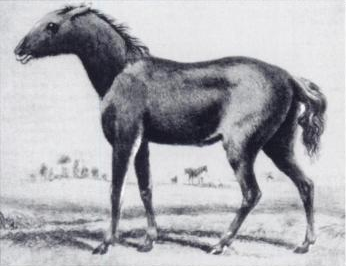
타르판 말 (1841년 그림)

재구성된 어휘는 가축에 대한 광범위한 언급과 함께 신석기 시대 경제를 시사한다. 그들은 소(gʷṓws|*gʷṓus), 양(h₂ówis|*h₃ówis), 염소(*díks, 또는 *h₂eiĝs) 및 돼지(suH-|*sūs; 또는 *pórḱos, "새끼 돼지")에 익숙했다.
그들은 개(ḱwṓ|*ḱwōn), 우유(*ǵl̩ákt; 또는 *h₂melǵ-, "젖 짜다") 및 유제품, 모섬유(h₂wĺ̥h₁neh₂|*wĺh₂neh₂) 및 양모 직물, 농업, 마차, 그리고 꿀(*mélit)을 알고 있었다. 말의 가축화(*h₁éḱwos)는 멸종된 타르판 종으로 추정되는데, 아마 이들 민족에서 시작되었을 것이며, 학자들은 이 혁신을 그들의 이동성 증가와 급속한 확산에 기여한 요인으로 제시한다.
개는 죽음의 상징으로 여겨졌고 인도유럽 문화에서 별세계의 수호자로 묘사되었다 (그리스 케르베로스, 인도 샤르바라, 노르드 가름). 이 신화소는 북미 원주민 종교 및 시베리아 신화의 유사한 모티프에서 알 수 있듯이 더 오래된 고대 북유라시아인 신념에서 유래했을 수 있으며, 이 경우 비교신화학을 통해 복원할 수 있는 가장 오래된 신화소 중 하나일 수 있다. 다양한 인도유럽 전통에서 주사위 게임의 최악의 던지기는 "개"라고 불렸고, 최고의 던지기는 "개 죽이는 자"로 알려졌다. 개의 송곳니는 서부 폰틱 스텝, 특히 잉굴 계곡의 얌나야 무덤에서 펜던트로 자주 착용되었다.

### 야생 동물
언어학적 증거에 따르면 원시 인도유럽어 화자들은 붉은여우(*wl(o)p), 늑대(*wl̩kʷo), 곰(*h₂ŕ̩tḱos), 말사슴(*h₁elh₁ēn), 엘크(말코손바닥사슴)(*h₁ólḱis), 독수리(*h₃or), 수달(*udrós), 뱀(*h₁ógʷʰis), 쥐(*mūs; *mus-, "훔치다"에서 유래), 또는 송어(*lóḱs)와 같은 다양한 야생 동물과도 접촉했다.
그들 중 일부는 신화적이고 민속적인 모티프에 등장했다. 염소는 노르드 및 인도 신 토르와 푸샨의 전차를 끌며, 발트 신 페르쿠나스와 그리스 신 판과 연관된다. 늑대와 곰을 나타내는 단어는 여러 어족에서 금기 변형을 겪었는데, 이는 원시 인도유럽 문화에서 그들이 죽음의 상징으로 두려워했음을 시사한다.
인도유럽 문화에서 "늑대"라는 용어는 일반적으로 야생에서 사는 도적이나 무법자에게 적용된다. 늑대와 관련된 의례적, 신화적 개념들은 일부 경우 북미 원주민 종교 신앙과 유사하며, 이는 공통된 고대 북유라시아인 유산을 나타낼 수 있다. 나바호족에게 mai-coh는 "늑대"와 "마녀"를 모두 의미했고, 오체티 샤코윈에게 shunk manita tanka는 "개 같은 강력한 영혼"을 의미했다. 반면 원시 인도유럽어 어근 *ṷeid("지식, 천리안")는 히타이트어 (ṷetna)와 고대 노르드어 (witnir)에서 늑대를, 슬라브어 (세르비아어 vjedogonja 및 vukodlak, 슬로베니아어 vedanec, 우크라이나어 viščun)에서는 늑대인간을 의미했다.

## 같이 보기
- 원시 인도유럽인
- 인도유럽조어
- 원시 인도유럽 신화
- 흐발린스크 문화
- 얌나야 지평

### 설명주
1. ↑  참고:
  - Bomhard (2019), 2쪽: "이 시나리오는 언어적 증거뿐만 아니라 증가하는 고고학적 및 유전적 증거에 의해서도 뒷받침된다. 인도유럽인들은 기원전 4,500년에서 3,500년 사이에 그 지역에 존재했던 여러 문화 단지와 동일시되었다. 그러한 고향을 지지하는 문헌은 광범위하고 설득력이 있다 [...]. 결과적으로, 아나톨리아와 같은 인도유럽 고향에 대한 다른 시나리오들은 이제 대부분 포기되었다."
  - Reich (2018), 152쪽: "이 발견은 스텝 가설에 대한 또 다른 증거를 제공하며, 인도유럽어뿐만 아니라 브라만 사제들이 수천 년 동안 보존해 온 종교에 반영된 인도유럽 문화도 조상이 스텝에서 유래한 사람들에 의해 퍼졌을 가능성이 있음을 보여준다."
  - Kristiansen 외. (2017), 341–342쪽: "고대 DNA의 증거와 위에서 논의된 최근 언어학 연구의 추가 증거를 추가하면, 아나톨리아 가설은 대부분 반증된 것으로 간주되어야 한다. 나중에 서유라시아를 지배하게 된 인도유럽어는 기원전 3천년기 러시아 스텝에서 발생한 이주에서 유래한 언어들이었다."
  - Anthony & Ringe (2015), 199쪽: "고고학적 증거와 언어학적 증거는 기원전 약 4,000년경 폰토스-카스피 스텝에서 인도유럽어의 기원을 뒷받침하는 데 수렴한다. 이 증거는 너무 강력하여 다른 가설을 지지하는 주장은 재검토되어야 한다."
  - Mallory (1989), 185쪽: "쿠르간 해법은 매력적이며, 부분적으로 또는 전체적으로 많은 고고학자들과 언어학자들에게 받아들여졌다. 이는 브리태니커 백과사전과 라루스 백과사전에서 접할 수 있는 해법이다."
2. ↑  Anthony & Ringe (2015), 201쪽: "서로 분기된 순서를 결정하는 것, 즉 하위 그룹화는 놀랍도록 어려운 것으로 판명되었지만(예: Ringe et al. 2002), 합의가 이루어지고 있다. 아나톨리아어파의 조상(히타이트어를 포함)이 PIE의 다른 방언들로부터 가장 먼저 분리되었으므로, 분기학적 관점에서 아나톨리아어는 IE 어족의 절반이다(예: Jasanoff 2003). 비아나톨리아어족 내에서는 토하라어의 조상(언어가 신장, 오늘날 중국 서부에서 대략 서기 10세기까지 사용되었음)이 후자가 크게 분기되기 전에 다른 방언들로부터 분리된 것으로 보인다(예: Winter 1998, Ringe 2000). 따라서 두 개 이상의 딸 하위 그룹에 의해 계승된 항목은 "초기" PIE에 대해 재구성될 수 있다. 이는 적어도 하나의 아나톨리아어와 적어도 하나의 비아나톨리아어에서 입증된 경우에만 가능하다. 그리고 그러한 항목은 비아나톨리아 하위 그룹의 조상에 대해 재구성될 수 있다. 이는 토하라어 중 하나 또는 둘 모두와 다른 IE 언어에서 입증된 경우에만 가능하다. 이 관찰은 아래에서 관련된다. 더 나은 용어가 없으므로, 여기서 "초기" PIE는 아나톨리아어와 비아나톨리아 IE 분파의 마지막 공통 조상에 사용된다. "후아나톨리아" PIE는 토하라어를 포함한 비아나톨리아 PIE 언어의 마지막 공통 조상에 사용된다. 아나톨리아어와 토하라어가 분리된 후에도 PIE 방언들의 어느 정도 통일된 그룹이 여전히 존재했던 것으로 분명해 보이므로, "후기" PIE는 다른 모든 IE 분파의 공통 조상에 사용된다."

### 참조주
1. ↑  Ringe 2006, 5쪽: "과학적으로 허용 가능한 방법으로 재구성할 수 있는 영어의 가장 초기 조상은 모든 인도유럽어족의 조상인 인도유럽조어이다. 먼 과거의 원시 언어와 마찬가지로, 우리는 PIE가 언제 어디서 사용되었는지 확실하게 말할 수는 없지만, 현재 사용 가능한 증거는 기원전 5천년기 우크라이나의 강 계곡('스텝 가설')을 강력하게 가리킨다."
2. 1 2 3 4  Fortson 2004, 22–24쪽.
3. 1 2 3 4  Anthony, David W. (2019). 《Archaeology, Genetics, and Language in the Steppes: A Comment on Bomhard》. 《Journal of Indo-European Studies》 (영어) 47.
4. ↑  Heyd 2017, 349쪽.
5. ↑  Reich 2018, 152쪽.
6. ↑  Lazaridis, Iosif; Alpaslan-Roodenberg, Songül; Acar, Ayşe; Açıkkol, Ayşen; Agelarakis, Anagnostis; Aghikyan, Levon; Akyüz, Uğur; Andreeva, Desislava; Andrijašević, Gojko; Antonović, Dragana; Armit, Ian; Atmaca, Alper; Avetisyan, Pavel; Aytek, Ahmet İhsan; Bacvarov, Krum (2022년 8월 26일). 《The genetic history of the Southern Arc: A bridge between West Asia and Europe》. 《Science》 (영어) 377. eabm4247쪽. doi:10.1126/science.abm4247. ISSN 0036-8075. PMC 10064553 |pmc= 값 확인 필요 (도움말). PMID 36007055.
7. ↑  Wade, Nicholas (2012년 8월 23일). “Family Tree of Languages Has Roots in Anatolia, Biologists Say”. 《The New York Times》. 2023년 7월 31일에 확인함.
8. ↑  Ball, Jonathan (2012년 8월 24일). “English language 'originated in Turkey'”. 《BBC News》. BBC. 2023년 7월 31일에 확인함.
9. 1 2  Pereltsvaig, Asya; Lewis, Martin W. (2015). 《The Indo-European controversy: facts and fallacies in historical linguistics》. Cambridge: Cambridge university press. ISBN 978-1107054530.
10. 1 2 3  Anthony 2007, 185–186쪽.
11. 1 2 3 4  Anthony & Ringe 2015, 212쪽.
12. 1 2  Anthony & Ringe 2015, 211쪽.
13. ↑  Gibbons, Ann (2015년 6월 10일). 《Nomadic herders left a strong genetic mark on Europeans and Asians》. 《Science》 (AAAS).
14. 1 2 3  Anthony 2007, 304쪽.
15. ↑  Anthony 2007, 264–265, 308쪽.
16. ↑  Mallory, J. P.; Mair, Victor H. (2008). 《The Tarim Mummies: Ancient China and the Mystery of the Earliest Peoples from the West》 (영어). Thames & Hudson. ISBN 9780500283721.
17. ↑  Anthony 2007, 289–290, 330–335쪽.
18. ↑  Anthony 2007.
19. 1 2  Anthony 2007, 330–335쪽.
20. ↑  Della Volpe 1993, 258쪽.
21. 1 2 3 4  Anthony & Ringe 2015, 214쪽.
22. ↑  Kristiansen 외. 2017, 336쪽.
23. ↑  Anthony 2007, 99쪽.
24. 1 2 3 4 5  Kristiansen 외. 2017, 337쪽.
25. ↑  Anthony & Ringe 2015, 209쪽.
26. ↑  Anthony 2007, 300, 336쪽.
27. ↑  Curry, Andrew (August 2019). “The first Europeans weren't who you might think”. 《National Geographic》. 2021년 3월 19일에 원본 문서에서 보존된 문서.
28. 1 2  Anthony & Ringe 2015, 208쪽.
29. ↑  Anthony 2007, 51쪽.
30. 1 2 3  Fortson 2004, 17–19쪽.
31. 1 2 3  Anthony 2007, 336쪽.
32. ↑  Mallory & Adams 2006, 284–285쪽.
33. ↑  Della Volpe 1993, 257쪽.
34. 1 2  Mallory & Adams 2006, 430쪽.
35. 1 2  Fortson 2004, 17쪽.
36. ↑  Mallory & Adams 2006, 268–269쪽.
37. ↑  Anthony 2007, 331–334쪽.
38. ↑  Kölligan 2017, 2233쪽.
39. ↑  Mallory & Adams 2006, 207쪽.
40. ↑  Anthony 2007, 328쪽.
41. 1 2 3 4  Mallory & Adams 2006, 266–269쪽.
42. ↑  Mallory & Adams 2006, 206–207쪽.
43. ↑  Sjögren, Karl-Göran; Olalde, Iñigo; Carver, Sophie; Allentoft, Morten E.; Knowles, Tim; Kroonen, Guus; Pike, Alistair W. G.; Schröter, Peter; Brown, Keri A.; Brown, Kate Robson; Harrison, Richard J. (2020). 《Kinship and social organization in Copper Age Europe. A cross-disciplinary analysis of archaeology, DNA, isotopes, and anthropology from two Bell Beaker cemeteries》. 《PLOS ONE》 15. e0241278쪽. Bibcode:2020PLoSO..1541278S. doi:10.1371/journal.pone.0241278. ISSN 1932-6203. PMC 7668604. PMID 33196640.
44. ↑  Della Volpe 1993, 261쪽.
45. ↑  Della Volpe 1993, 257–258쪽.
46. ↑  Fortson 2004, 209쪽.
47. ↑  Orel, Vladimir E. (2003). 《A handbook of Germanic etymology》. Leiden: Brill. 23쪽. ISBN 1-4175-3642-X. OCLC 56727400.
48. 1 2 3  Anthony & Ringe 2015, 213쪽.
49. 1 2 3 4  Anthony 2007, 303쪽.
50. ↑  Garnier, Romain (2013). 《Le nom indo-européen de l'hôte》. 《Journal of the American Oriental Society》 133. 57–69쪽. doi:10.7817/jameroriesoci.133.1.0057. JSTOR 10.7817/jameroriesoci.133.1.0057.
51. 1 2  Mallory & Adams 2006, 269쪽.
52. ↑  Kölligan 2017, 2234쪽.
53. 1 2 3  Fortson 2004, 19–20쪽.
54. ↑  Watkins 1986.
55. 1 2 3  Fortson 2004, 21–22쪽.
56. ↑  Mallory 2006, 86쪽.
57. ↑  Mallory & Adams 1997, 345쪽.
58. ↑  Mallory & Adams 2006, 277쪽.
59. ↑  Beekes, Robert S. P.; Beek, Lucien van (2009). 《Etymological Dictionary of Greek》 (영어). Brill. 128쪽. ISBN 9789004174184.
60. ↑  Kloekhorst, Alwin (2008). 《Etymological Dictionary of the Hittite Inherited Lexicon》 (영어). Brill. 198쪽. ISBN 9789004160927.
61. ↑  Mallory & Adams 2006, 276쪽.
62. ↑  Mallory & Adams 2006, 429–430쪽.
63. ↑  Dumézil, Georges (1929). Flamen-Brahman.
64. 1 2 3  West 2007, 4쪽.
65. ↑  Lincoln, Bruce (1999). Theorizing myth: Narrative, ideology, and scholarship, p. 260 n. 17. University of Chicago Press, ISBN 978-0-226-48202-6.
66. 1 2  Mallory & Adams 1997, 138쪽.
67. 1 2 3  Anthony 2007, 134–135쪽.
68. ↑  Lincoln, Bruce (1976). 《The Indo-European Cattle-Raiding Myth》. 《History of Religions》 16. 42–65쪽. doi:10.1086/462755. ISSN 0018-2710. JSTOR 1062296. S2CID 162286120.
69. ↑  Anthony 2007, 134-135쪽.
70. 1 2  Mallory & Adams 1997, 452–453쪽.
71. ↑  West 2007, 351쪽.
72. ↑  West 2007, 167쪽.
73. 1 2 3 4  Mallory & Adams 2006, 135–136쪽.
74. 1 2  Kölligan 2017, 2232쪽.
75. 1 2  West 2007, 141쪽.
76. ↑  Mallory & Adams 2006, 435–436쪽.
77. 1 2  Fortson 2004, 25–26쪽.
78. ↑  Mallory & Adams 2006, 437쪽.
79. ↑  Anthony 2007, 362쪽.
80. ↑  Ellens, J. Harold (2014). 《Seeking the Sacred with Psychoactive Substances: Chemical Paths to Spirituality and to God》 (영어). ABC-CLIO. 24쪽. ISBN 978-1440830884.
81. ↑  Kroonen, Guus (2013). 《Etymological Dictionary of Proto-Germanic》 (영어). Brill. 209쪽. ISBN 978-90-04-18340-7.
82. ↑  Mallory & Adams 1997, 293쪽.
83. ↑  Kluge, Friedrich (2013). 《Etymologisches Wörterbuch der deutschen Sprache》 (독일어). Walter de Gruyter. 288쪽. ISBN 978-3-11-148859-2.
84. ↑  Mallory & Adams 1997, 266–267쪽.
85. ↑  Barber, E. J. W. (1991). 《Prehistoric Textiles: The Development of Cloth in the Neolithic and Bronze Ages with Special Reference to the Aegean》 (영어). Princeton University Press. 36–38쪽. ISBN 978-0-691-00224-8.
86. ↑  Anthony 2007, 265쪽.
87. 1 2 3  West 2007, 26–31쪽.
88. 1 2 3  Fortson 2004, 29쪽.
89. 1 2  West 2007, 30쪽.
90. 1 2 3  Fortson 2004, 29–30쪽.
91. 1 2  Mallory & Adams 2006, 118쪽.
92. 1 2  Beekes 2011, 42쪽.
93. ↑  Watkins 1995, 173쪽.
94. 1 2  Mallory & Adams 2006, 365–366쪽.
95. ↑  Watkins 1995, 12쪽.
96. ↑  Watkins 1995, 16쪽.
97. ↑  Mallory 2006, 92쪽.
98. ↑  Telegrin & Mallory 1994, 54쪽.
99. ↑  Speidel 2002, 262쪽.
100. 1 2 3  Anthony 2007, 364–365쪽.
101. 1 2 3  Mallory & Adams 2006, 245–246쪽.
102. ↑  Huld 1993.
103. ↑  Mallory 2006, 81쪽.
104. ↑  Huld 1993, 225쪽.
105. ↑  Mallory 2006, 82쪽.
106. ↑  Mallory & Adams 2006, 282쪽.
107. 1 2  Anthony & Brown 2019, 115쪽.
108. ↑  McCone 1987, 107–108쪽; Mallory & Adams 1997, 31쪽; Sergent 2003, 11–12쪽; Kristiansen 외. 2017, 339쪽
109. 1 2  Kristiansen 외. 2017, 339쪽.
110. ↑  Sergent 2003, 9–10쪽.
111. ↑  Loma 2019, 3쪽.
112. ↑  Mallory & Adams 1997, 31쪽.
113. ↑  McCone 1987.
114. ↑  Loma 2019, 2쪽.
115. ↑  Anthony 2007, 134–35쪽.
116. ↑  Sergent 2003, 24쪽.
117. 1 2 3  Lehmann, Winfred Philipp (1996). 《Theoretical Bases of Indo-European Linguistics》 (영어). Psychology Press. 149쪽. ISBN 9780415138505.
118. ↑  Ball, Martin John (1990). 《Celtic Linguistics》 (영어). John Benjamins Publishing. 375쪽. ISBN 9789027235657.
119. ↑  West 2007, 400쪽.
120. ↑  García Ramón 2017, 1쪽.
121. ↑  Loma 2019, 1쪽.
122. ↑  Mallory & Adams 2006, 153쪽.
123. ↑  Anthony 2007, 48쪽.
124. ↑  Anthony 2007, 305쪽.
125. ↑  Anthony 2007, 289–290쪽.
126. ↑  Bomhard 2019, 11쪽.
127. 1 2 3  Anthony & Ringe 2015, 207쪽.
128. ↑  Anthony & Ringe 2015, 206쪽.
129. 1 2 3  Mallory & Adams 2006, 247–249쪽.
130. ↑  Anthony & Ringe 2015, 205쪽.
131. ↑  Kuzmina, E. (2002). 《On the Origin of the Indo-Iranians》. 《Current Anthropology》 43. 303–304쪽. doi:10.1086/339377. ISSN 0011-3204. S2CID 224798735.
132. ↑  Kuznetsov, P. F. (2006). 《The emergence of Bronze Age chariots in eastern Europe》. 《Antiquity》 (영어) 80. 638–645쪽. doi:10.1017/S0003598X00094096. ISSN 0003-598X. S2CID 162580424.
133. ↑  Mallory & Adams 2006, 241–244쪽.
134. ↑  Mallory & Adams 2006, 240쪽.
135. 1 2 3  Fortson 2004, 38쪽.
136. ↑  Mallory & Adams 2006, 166쪽.
137. ↑  Mallory & Adams 2006.
138. 1 2  Mallory & Adams 2006, 151쪽.
139. ↑  Mallory & Adams 2006, 439쪽.
140. ↑  Anthony & Brown 2019, 104–105쪽.
141. ↑  Mallory & Adams 1997, 266쪽.
142. ↑  Lane, George S. (1970). 〈Tocharian. Indo-European and Non-Indo-European Relationships.〉.   Cardona, George; Hoenigswald, Henry M.; Senn, Alfred. 《Indo-European and Indo-Europeans.》. Third Indo-European Conference at the University of Pennsylvania. Philadelphia. 83쪽.
143. ↑  Mallory & Adams 2006, 135–136, 144, 147쪽.
144. ↑  Fortson 2004, 28쪽.
145. ↑  West 2007, 450쪽.
146. ↑  Loma 2019, 4쪽.

## 서지
- Anthony, David W. (2007). 《The Horse, the Wheel, and Language: How Bronze-Age Riders from the Eurasian Steppes Shaped the Modern World》. Princeton University Press. ISBN 978-0691058870.
- Anthony, David W.; Ringe, Donald (2015). 《The Indo-European Homeland from Linguistic and Archaeological Perspectives》. 《Annual Review of Linguistics》 1. 199–219쪽. doi:10.1146/annurev-linguist-030514-124812.
- Anthony, David W.; Brown, Dorcas R. (2019). 〈Late Bronze Age midwinter dog sacrifices and warrior initiations at Krasnosamarskoe, Russia〉.   Olsen, Birgit A.; Olander, Thomas; Kristiansen, Kristian. 《Tracing the Indo-Europeans: New evidence from archaeology and historical linguistics》 (영어). Oxbow Books. ISBN 978-1-78925-273-6.
- Beekes, Robert S. P. (2011). 《Comparative Indo-European Linguistics: An Introduction》. John Benjamins Publishing. ISBN 978-9027211859.
- Benveniste, Émile (1973). 《Indo-European Language and Society》. University of Miami Press. ISBN 978-0870242502.
- Bomhard, Allan R. (2019). 《The Origins of Proto-Indo-European: The Caucasian Substrate Hypothesis》. 《Journal of Indo-European Studies》 (영어) 47.
- Della Volpe, Angela (1993). 《On evidence of ranked status in Indo-European: PIE *wik-pot-i-》. 《WORD》 44. 255–271쪽. doi:10.1080/00437956.1993.11435903. ISSN 0043-7956.
- Fortson, Benjamin W. (2004). 《Indo-European Language and Culture》. Blackwell Publishing. ISBN 1-4051-0316-7.
- Gamkrelidze, Tamaz V.; Ivanov, Vjaceslav V. (1995). 《Indo-European and the Indo-Europeans: A Reconstruction and Historical Analysis of a Proto-Language and Proto-Culture》 (영어). Walter de Gruyter. ISBN 978-3-11-081503-0.
- García Ramón, José L. (2017). 《Reconstructing Indo-European phraseology: Continuity and renewal》 (PDF). The Split: Reconstructing Early Indo-European Language and Culture. 코펜하겐 대학교.
- Heyd, Volker (2017). 《Kossinna's smile》. 《Antiquity》 (영어) 91. 348–359쪽. doi:10.15184/aqy.2017.21. hdl:10138/255652. ISSN 0003-598X. S2CID 164376362.
- Huld, Martin E. (1993). 《Early Indo-European weapons terminology》. 《WORD》 44. 223–234쪽. doi:10.1080/00437956.1993.11435901. ISSN 0043-7956.
- Kölligan, Daniel (2017). 〈The lexicon of Proto-Indo-European〉.   Klein, Jared; Joseph, Brian; Fritz, Matthias. 《Handbook of Comparative and Historical Indo-European Linguistics》 (영어) 3. Walter de Gruyter. ISBN 978-3-11-054243-1.
- Kristiansen, Kristian; Allentoft, Morten E.; Frei, Karin M.; Iversen, Rune; Johannsen, Niels N.; Kroonen, Guus; Pospieszny, Łukasz; Price, T. Douglas; Rasmussen, Simon; Sjögren, Karl-Göran; Sikora, Martin (2017). 《Re-theorising mobility and the formation of culture and language among the Corded Ware Culture in Europe》. 《Antiquity》 (영어) 91. 334–347쪽. doi:10.15184/aqy.2017.17. hdl:1887/70150. ISSN 0003-598X.
- Loma, Aleksandar (2019). 《Problems of chronological and social stratification in the historical anthroponomastics: The case of "lupine" and "equine" proper names among the Indo-European peoples》 (PDF). Personal Names and Cultural Reconstruction. 헬싱키 대학교.
- Mallory, James P. (1989). 《In Search of the Indo-Europeans: Language, Archaeology, and Myth》 (영어). Thames and Hudson. ISBN 9780500050521.
- Mallory, James P.; Adams, Douglas Q. (1997). 《Encyclopedia of Indo-European Culture》 (영어). Fitzroy Dearborn. ISBN 978-1-884964-98-5.
- Mallory, J. P.; Adams, D. Q. (2006). 《The Oxford Introduction to Proto-Indo-European and the Proto-Indo-European World》. 옥스퍼드 대학교 출판부. ISBN 978-0-19-929668-2.
- Mallory, J. P. (2006). 《Indo-European Warfare》. 《Journal of Conflict Archaeology》 2. 77–98쪽. doi:10.1163/157407706778942312. ISSN 1574-0773. S2CID 162297933.
- McCone, Kim R. (1987). 〈Hund, Wolf und Krieger bei den Indogermanen〉.   Meid, Wolfgang. 《Studien zum indogermanischen Wortschatz》 (독일어). Institut für Sprachwissenschaft. 101–154쪽. ISBN 978-3-85124-591-2.
- Reich, David (2018). 《Who We Are and How We Got Here: Ancient DNA and the new science of the human past》 (영어). 옥스퍼드 대학교 출판부. ISBN 978-0-19-255438-3.
- Ringe, Don (2006). 《From Proto-Indo-European to Proto-Germanic》. A Linguistic History of English. 뉴욕: 옥스퍼드 대학교 출판부. ISBN 978-0-19-928413-9. OCLC 64554645. OL 7405151M. 필요 이상의 변수가 사용됨: |author1= 및 |last= (도움말) 위키데이터 Q131605459
- Sergent, Bernard (2003). 《Les troupes de jeunes hommes et l'expansion indo-européenne》. 《Dialogues d'Histoire Ancienne》 29. 9–27쪽. doi:10.3406/dha.2003.1560.
- Speidel, Michael P. (2002). 《Berserks: A History of Indo-European Mad Warriors》. 《Journal of World History》 13. 253–290쪽. ISSN 1045-6007. JSTOR 20078974.
- Telegrin, D. Ya.; Mallory, James P. (1994), 《The Anthropomorphic Stelae of the Ukraine: The Early Iconography of the Indo-Europeans》, Journal of Indo-European Studies Monograph Series 11, 워싱턴 D.C., 미국: Institute for the Study of Man, ISBN 978-0941694452
- Watkins, Calvert (1986). 《In the Interstices of Procedure: Indo-European Legal Language and Comparative Law》. 《Historiographia Linguistica》 (영어) 13. 27–42쪽. doi:10.1075/hl.13.1.05wat. ISSN 0302-5160.
- Watkins, Calvert (1995). 《How to Kill a Dragon: Aspects of Indo-European Poetics》. 옥스퍼드 대학교 출판부. ISBN 978-0198024712.
- West, Martin L. (2007). 《Indo-European Poetry and Myth》 (영어). 옥스퍼드 대학교 출판부. ISBN 978-0-19-928075-9.

## 더 읽어보기
- Rowlett, Ralph M. "Research Directions in Early Indo-European Archaeology." (1990): 415-418.
- Carstens, Anne Marie. "To Bury a Ruler: The Meaning of the Horse in Aristocratic Burials." In: Tracing the Indo-Europeans: New Evidence from Archaeology and Historical Linguistics, edited by Olsen Birgit Anette, Olander, Thomas; and Kristiansen, Kristian. Oxford; Philadelphia: Oxbow Books, 2019. pp. 165–184. www.jstor.org/stable/j.ctvmx3k2h.14.
- Edholm, Kristoffer af. "Crossing the River of Battle: A Heroic Motif in Ancient Indian and Old Norse Texts" In: Journal of Indo-European Studies (JIES) 49 (2021), 231–250.
- Fortunato, Laura (2011). "Reconstructing the History of Residence Strategies in Indo-European–Speaking Societies: Neo-, Uxori-, and Virilocality." In: Human Biology: Vol. 83: Iss. 1, Article 7. Available at: https://digitalcommons.wayne.edu/humbiol/vol83/iss1/7
- Friedrich, Paul. "Proto-Indo-European Kinship". In: Ethnology 5, no. 1 (1966): 1-36. doi:10.2307/3772899.
- Galton, Herbert. "The Indo-European Kinship Terminology". In: Zeitschrift Für Ethnologie 82, no. 1 (1957): 121–38. www.jstor.org/stable/25840433.
- Olsen, Birgit Anette. "Aspects of Family Structure among the Indo-Europeans." In: Tracing the Indo-Europeans: New Evidence from Archaeology and Historical Linguistics, edited by Olsen, Birgit Anette; Olander Thomas, and Kristiansen Kristian, 145–64. Oxford; Philadelphia: Oxbow Books, 2019. www.jstor.org/stable/j.ctvmx3k2h.13.
- Puhvel, Jaan. "Victimal Hierarchies in Indo-European Animal Sacrifice". In: The American Journal of Philology 99, no. 3 (1978): 354–62. doi:10.2307/293746.
- Requena, Miguel, and Díez De Revenga. "Las Representaciones Colectivas De Los Pueblos Indoeuropeos". In: Reis, no. 25 (1984): 181–95. Accessed June 23, 2020. doi:10.2307/40183059.
- Sadovski, Velizar. "On Horses and Chariots in Ancient Indian and Iranian Personal Names." In: Pferde in Asien: Geschichte, Handel Und Kultur [Horses in Asia: History, Trade and Culture]. Edited by FRAGNER BERT G., KAUZ RALPH, PTAK RODERICH, and SCHOTTENHAMMER ANGELA, 111–28. Wien: Austrian Academy of Sciences Press, 2009. www.jstor.org/stable/j.ctvmd83w6.17.
- Stüber, Karin (2007). 〈Die Stellung der Frau: Spuren indogermanischer Gesellschaftsordnung in der Sprache〉.   Schärer, K. 《Spuren lesen》 (독일어). Chronos. 97–115쪽. ISBN 978-3-0340-0879-2.
- Testart, Alain. "Reconstructing Social and Cultural Evolution: The Case of Dowry in the Indo-European Area". In: Current Anthropology 54, no. 1 (2013): 23–50. doi:10.1086/668679.
- Vassilkov, Yaroslav. ""Words and things": An attempt at reconstruction of the earliest Indo-European concept of heroism". In: Indologica. T. Ya. Elizarenkova Memorial Volume. Book 2. Compiled and edited by L. Kulikov, M. Rusanov. Moscow, 2012. pp. 157–187.
- Winter, Werner. "Some Widespread Indo-European Titles". In: Indo-European and Indo-Europeans: Papers Presented at the Third Indo-European Conference at the University of Pennsylvania. Edited by Cardona George, Hoenigswald Henry M., and Senn Alfred, 49–54. PHILADELPHIA: University of Pennsylvania Press, 1970. www.jstor.org/stable/j.ctv4v31xt.7.